# Swiss Barkeeper Union
Die Swiss Barkeeper Union (SBU) ist seit 1927 der Offizielle Barkeeper-Verband der Schweiz und hiess früher Schweizer Barkeeper Union.

## Geschichte
Die SBU wurde 1927 im Hotel Simplon in Zürich gegründet. Der Verein ist Gründungsmitglied der IBA International Association, die 1951 in Torquay, England gegründet wurde und der heute die Barkeepergilden aus über 60 Ländern angeschlossen sind.
Hauptaufgaben des Verbands sind die Förderung der Barkultur und des Barnachwuchses in der Schweiz sowie die jährliche Ausrichtung der offiziellen Schweizer Cocktail-Meisterschaften SCC Swiss Cocktail Championships.
Die beiden Schweizer Meister Swiss Cocktail Champion und Swiss Flairtending Champion werden von der SBU alljährlich an die WCC World Cocktail Championships delegiert.
Neben der Durchführung der SCC widmet sich der Verband der Organisation anderer Cocktail-Wettbewerbe und der Organisation von Barkursen, Workshops und Events im Barbereich.
Die SBU zählt ca. 350 Einzelmitglieder, seit 1974 sind weibliche Mitglieder zugelassen.
Seit 2011 ist das Fachmagazin Drinks das Partnermagazin der SBU.

## Vorstand
Der Vorstand setzt sich zusammen aus dem Präsidium, Vize-Präsidium, Vorsitz Education & Training, Vorsitz Deutschschweiz, Vorsitz Suisse Romande und Vorsitz Svizzera Italiana. Die Wahlperiode beträgt jeweils drei Jahre.

## Die Schweizer Meister der SCC
2019

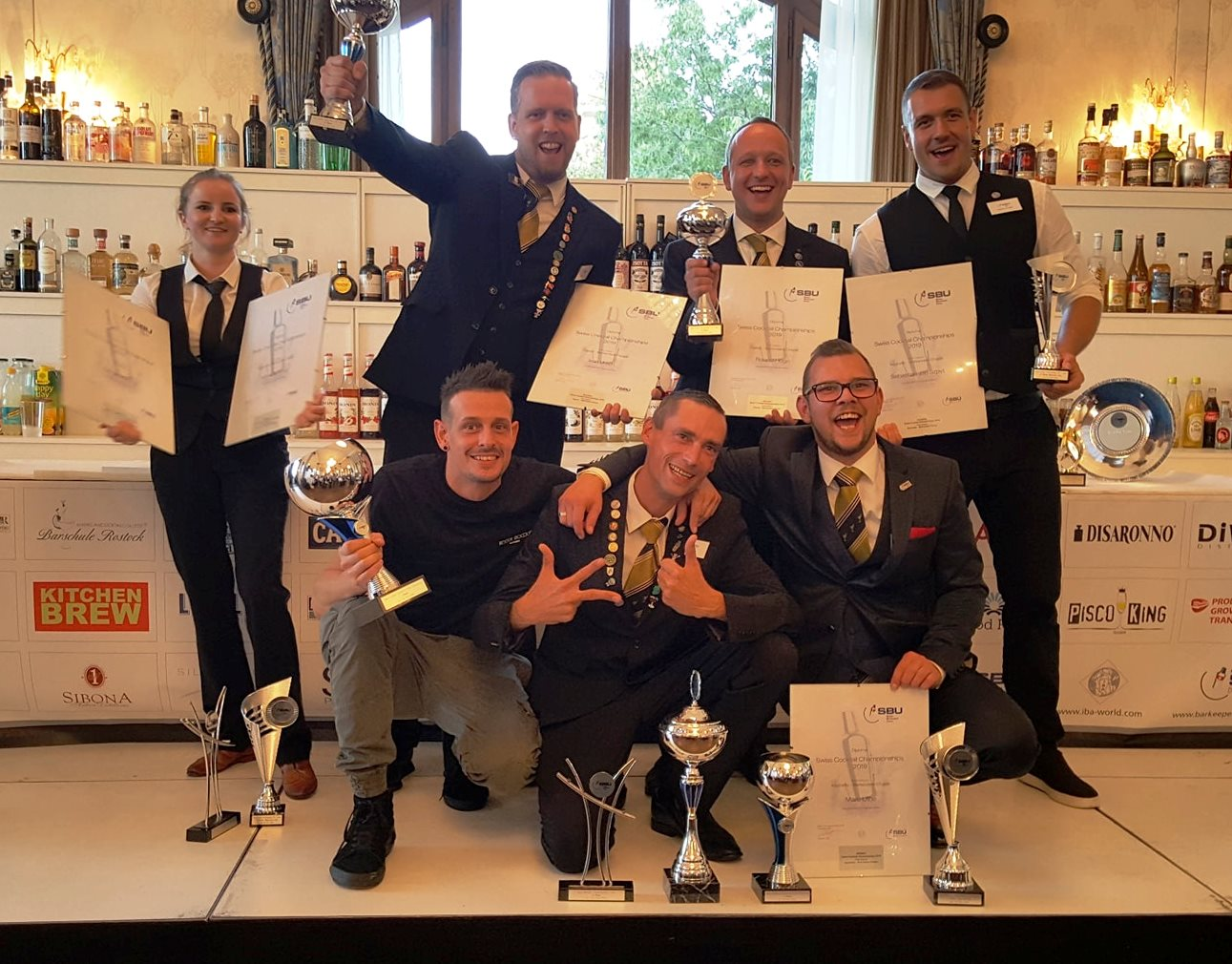
Sieger der SCC 2019

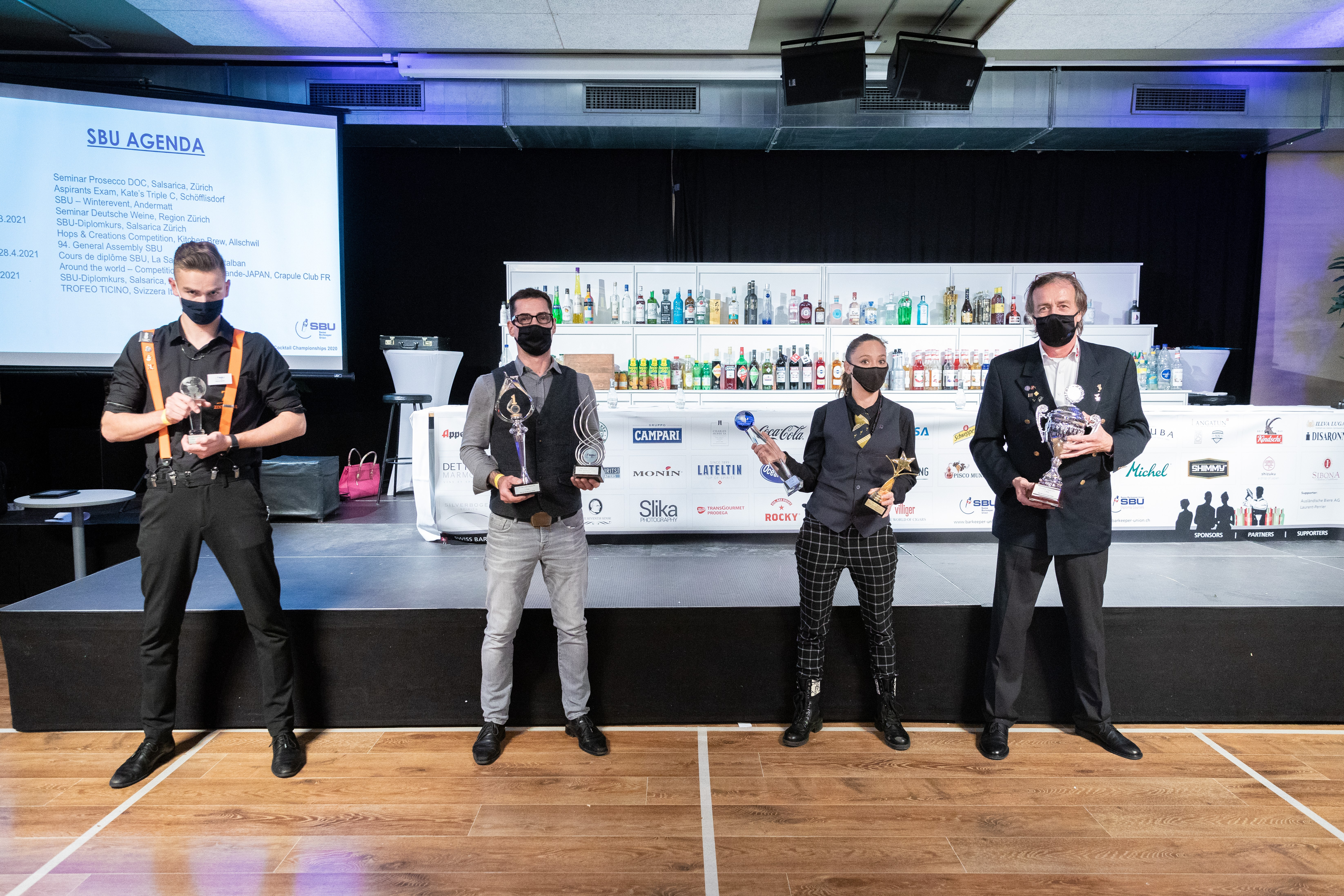
Sieger der SCC 2020

- Swiss Cocktail Champion 2019: Stefan Ludwig
- Swiss Flairtending Champion 2019: Roger Docourt
- Swiss Mocktail Champion 2019: Yannie Moning
- Sieger im Aspirantencup (Peter-Roth-Preis) 2019: Marc Uthe

2020
- Swiss Cocktail Champion 2020: Marion Moutte
- Swiss Flairtending Champion 2020: Andre Stauffer
- Swiss Mocktail Champion 2020: Hanspeter Ott
- Sieger im Aspirantencup (Peter-Roth-Preis) 2020: Maurice Bucher